# Селище (Калинковичский район)
Селище (бел. Селішча) — деревня в Наховском сельсовете Калинковичского района Гомельской области Беларуси.

## География

### Расположение
В 29 км на северо-восток от Калинкович, 12 км от железнодорожной станции Горочичи (на линии Жлобин — Калинковичи), 119 км от Гомеля.

### Гидрография
На юге и западе мелиоративные каналы.

## Транспортная сеть
Транспортные связи по просёлочной, затем автомобильной дороге Гомель — Лунинец. Планировка состоит из короткой прямолинейной улицы, близкой к широтной ориентации, к которой с юга присоединяется вторая улица. Застройка двусторонняя, неплотная, деревянная, усадебного типа.

## История
Основана в начале XX века переселенцами из соседних деревень. В 1931 году жители вступили в колхоз. Во время Великой Отечественной войны 18 жителей погибли на фронте. Согласно переписи 1959 года в составе колхоза «Рассвет» (центр — деревня Замостье).

## Население

### Численность
- 2004 год — 22 хозяйства, 35 жителей.

### Динамика
- 1959 год — 149 жителей (согласно переписи).
- 2004 год — 22 хозяйства, 35 жителей.